# SmartDrive
SmartDrive – program do buforowania fragmentów dysku twardego w pamięci podręcznej, który miał na celu przyśpieszenie odczytu z powolnych wówczas dysków. Program dostarczany był wraz z systemem MS-DOS w wersji powyżej 4.01 oraz z systemem Windows 3.x.
Dostęp do danych na dyskach twardych, czyli z fizycznie obracającymi się talerzami, jest sekwencyjny i jako taki powolny. SmartDrive pośredniczył między aplikacją a dyskiem, przechowując często używane danych w pamięci o szybszym tzw. losowym dostępie, czyli RAM. Co najmniej wczesne wersje mogły używać zarówno pamięci rozszerzonej (XMS), jak i pamięci poszerzonej (EMS).
Początkowo SmartDrive był realizowany przez sterownik urządzenia o nazwie SMARTDRV.SYS ładowany z pliku systemowego CONFIG.SYS. Późniejsze jego wersje są już uruchamiane za pomocą pliku wykonywalnego o nazwie Smartdrv.exe, który był uruchomiany podczas startu systemu poprzez umieszczenie odpowiedniego wpisu w pliku AUTOEXEC.BAT z ewentualnym dodatkowym buforowaniem w CONFIG.SYS.
SmartDrive był również wykorzystywany w celu przyspieszenia ładowania się systemów operacyjnych takich jak Windows 3.x oraz skrócenia czasu instalacji Windows 9x/Me, które bazowały na systemie MS-DOS.